# Walter Kerr (Theaterkritiker)
Walter Francis Kerr (* 8. Juli 1913 in Evanston, Illinois; † 9. Oktober 1996 in Dobby Ferry, New York) war ein US-amerikanischer Theaterkritiker, Autor, Regisseur und Dramaturg. Er war zudem Mitglied im New York Drama Critics’ Circle, der jährlich den New York Drama Critics’ Circle Award vergibt und dessen Präsident er von 1955 bis 1957 war.

## Leben
Kerr war der Sohn von Esther M. Daugherty und Walter Sylvester Kerr, einem Bauleiter. Er hatte drei jüngere Geschwister, Jean Delores, Rosemary Theresa und George Daniel, die alle vor ihm starben. Die Familie stammte väterlicherseits aus dem Grenzgebiet zwischen Schottland und England, den Scottish Borderlands. Zwei Hauptlinien des Clans waren die Kerrs of Ferniehirst und die Kerrs of Cessford, die später zu den Marquesses of Lothian bzw. Dukes of Roxburghe wurden.
Seine Kindheit und Schulzeit verbrachte Kerr in Evanston, wo er nach der Grundschule die katholische St. George High School besuchte. Bereits als Schüler schrieb er Filmkritiken für die Schülerzeitung, die teilweise auch im News Index von Evanston erschienen. Zudem war er Herausgeber des Jahrbuchs seiner Schule und leitete die Redaktion der Schülerzeitung. Nach dem High-School-Abschluss studierte er zunächst von 1931 bis 1933 an der DePaul University in Chicago. Im Anschluss studierte er an der Northwestern University, wo er 1937 seinen Bachelor (B.S.) erwarb und ein Jahr später den Masterabschluss (M.A.) machte.
Am 9. August 1943 heiratete Kerr die Autorin und Dramaturgin Bridget Jean Collins († 2003), mit der er bis zu seinem Tod verheiratet war; wenige Quellen nennen als Datum der Heirat den 16. August 1943. Gemeinsam mit Joan Ford schrieben sie den Text für das Musical Goldilocks, mit der Musik von Leroy Anderson, das zwei Tony Awards gewann. Sie arbeiteten außerdem gemeinsam an Touch and Go, Song of Bernadette, Jenny Kissed Me und King of Hearts. Das Paar hatte insgesamt sechs Kinder: Tochter Kitty, die Zwillinge Colin und John, und die weiteren Söhne Christopher, Gilbert und Gregory. Die Familie lebte zunächst im früheren Haus des berühmten Malers Norman Rockwell in New Rochelle im US-Bundesstaat New York und ab 1955 in einem Haus in Larchmont, das zuvor dem Automobilpionier Charles Brady King gehörte.
Kerr, der römisch-katholischen Glaubens war, starb im Alter von 83 Jahren an den Folgen von Herzinsuffizienz. Seine letzte Ruhe fand er auf dem Greenwood Union Cemetery von Harrison und Rye im Westchester County.

## Karriere
Nach dem Studium begann Kerr 1938 zunächst als Dozent für Rhetorik und Theater an der Katholischen Universität von Amerika in Washington, D.C. 1941 wurde er zum Assistenzprofessor und 1945 zum außerordentlichen Professor für Theater ernannt – eine Position, die er bis 1949 bekleidete.
Nach dem Ende seiner akademischen Laufbahn zog er nach New York City, wo er von 1950 bis 1952 für die Zeitschrift The Commonweal arbeitete. Ab 1951 schrieb er zudem Theaterkritiken für die New York Herald Tribune. 1966 wechselte er schließlich zur New York Times und wurde in den insgesamt siebzehn Jahren seiner dortigen Tätigkeit zu einem der härtesten und einflussreichsten Theaterkritiker New Yorks, der bekannt dafür war, nur selten positive Kritiken zu vergeben. Besonders musikalisch ambitionierte Musicals beurteilte er oft abwertend.
Berühmt wurde Kerr auch für eine der kürzesten Kritiken der Welt, „Me no Leica“, zur Aufführung von John Van Drutens I Am a Camera in der New York Herald Tribune vom 31. Dezember 1951.
Ab 1955 arbeitete er zudem als Theaterberater bei Robert Saudeck Associates, einer Fernsehproduktionsfirma, für die er unter anderem Adaptionen klassischer Werke wie Ödipus von Sophokles und Die Schule der Frauen von Molière für das Fernsehen erstellte und weitere Theatertexte redigierte. Kerr schrieb auch Beiträge für Zeitschriften wie Horizon, The American Scholar, Harper’s und die Saturday Evening Post.
Neben seiner Arbeit als Kritiker verfasste er als Theaterautor und Dramaturg selbst mehrere Werke – zum Teil zusammen mit seiner Frau. Bei einigen der Inszenierungen führte er selbst Regie. Sein erstes eigenständiges Projekt war 1944 das Stück Sing Out, Sweet Land, eine Hommage an US-amerikanische Volks- und Populärmusik in zwei Akten und 13 Szenen, im Auftrag der Theatre Guild.
Ab Mitte der 1950er-Jahre veröffentlichte Kerr Sammlungen seiner Theaterkritiken, darunter Pieces at Eight und The Theater in Spite of Itself. Zu weiteren Büchern zählen unter anderem How Not to Write a Play, Criticism and Censorship und The Decline of Pleasure, in dem er sich mit dem Verlust ästhetisch-kontemplativer Aktivitäten in der modernen Zeit beschäftigte. 1957 produzierte er das Musikalbum Miss Calypso von Maya Angelou.
1960 wurde er von David Niven im Film Meisterschaft im Seitensprung als Hochschulprofessor dargestellt, basierend auf der gleichnamigen Bestseller-Essaysammlung seiner Frau Jean Kerr.

## Kritiken (Auswahl)

### Stephen Sondheim
Viele seiner Kritiken betrafen Werke von Stephen Sondheim. Zu Company schrieb Kerr, das Stück sei ihm zu kühl, zynisch und distanziert, räumte jedoch ein, „große Teile der Show zu bewundern“.
Über Follies schrieb er: „’Follies’ hat keine Pause und ermüdet – ein Spektakel, das aus zwei einfachen Gründen ermüdet: Seine Ausschweifungen haben nicht den Krümel einer Handlung; […] die Handlung, die man in etwa zwei Liedern abschließen könnte, schleppt sich durch 22, bevor sie endet. […] Mr. Sondheim ist vielleicht zu sehr ein Mann der Siebziger, zu gegenwartsversiert. […] Der Versuch, alles zusammenzubinden, hemmt die funkelnden, offenen, unruhig variierenden Klangwellen, die er für ‘Company’ mit solcher Brillanz entwarf.“
A Little Night Music lobte er hingegen: „Die Partitur ist ein Geschenk, die Damen sind reizend, und Produzent Harold Prince hat die stimmungsvollen Begegnungen mit eleganter Leichtigkeit inszeniert.“
Zu Sweeney Todd: The Demon Barber of Fleet Street äußerte er gemischte Gefühle. Er lobte die Musik, fand sie jedoch zu lieblich für das makabre Thema. Seine Schlussfrage lautete: „Worum geht es in diesem Musical?“ In einem Folgeartikel stellte er fest, dass das Stück eine Handlung aus Molières Die Schule der Frauen enthalte und fragte, welcher der zahlreichen Bearbeiter der Geschichte diese Handlung eingeführt habe.
Dennoch schrieb er 1977 über Sondheim: „Ich brauche Ihnen nicht zu sagen, dass Stephen Sondheim musikalisch wie lyrisch der raffinierteste Komponist ist, der derzeit für das Broadway-Theater arbeitet.“

### Leonard Bernstein
In seiner Rezension von Leonard Bernsteins West Side Story konzentrierte er sich auf den Tanz: „Die wildesten, rastlosesten, elektrisierendsten Tanzmuster, die wir seit einem Dutzend Spielzeiten gesehen haben. […] Der Tanz ist das Entscheidende. Erwarten Sie weder Lachen noch – in dem Sinne – Tränen.“
Zur Broadway-Uraufführung seines Musicals Candide im Jahr 1956 schrieb er: „Drei der talentiertesten Persönlichkeiten, die unser Theater zu bieten hat – Lillian Hellman, Leonard Bernstein und Tyrone Guthrie – haben sich zusammengeschlossen, um Voltaires Candide in ein wahrhaft spektakuläres Desaster zu verwandeln.“ In seiner Kritik zur Wiederaufnahme 1973 urteilte er jedoch, es handle sich um eine „höchst zufriedenstellende Wiedergeburt. […] ’Candide’ ist nun ein Karussell, und wir fahren ganz sicher mit. […] Das Design der endlosen Jagd ist so klar, die Darsteller so sicher in ihren Sprüngen und Rollen, dass wir an der Reise teilnehmen und sie dennoch mit jener Distanz betrachten können, die Voltaire empfiehlt.“

### Frank Loesser
Zu Frank Loessers „Musical mit viel Musik“, The Most Happy Fella, schrieb er: „Der Abend im Imperial ist letztlich beschwert mit seiner eigenen Einfallsfülle, beschwert mit der Vielfalt und Fülle eines wahrhaft kreativen Appetits. Es ist, als hätte Mr. Loesser zwei vollständige Musicals geschrieben – die Operette und das Volksstück – auf Grundlage desselben einfachen Stücks und sie dann in eine Struktur gepresst.“ Über sein Musical Greenwillow schrieb er: „Folklore ist vielleicht das eine Gericht, das man nicht nach Bestellung zubereiten kann.“

### Weitere Kritiken
Kerr war auch für seine mangelnde Begeisterung für die Stücke von Samuel Beckett bekannt. So schrieb er über Becketts Warten auf Godot: „Das Stück, das tausend Deutungen verlangt, hat keine eigene zu bieten. Es ist eher ein Schleier als eine Offenbarung. Es trägt eine Maske statt eines Gesichts.“ Über Orson Welles schrieb er: „Möglicherweise der jüngste „War-schon-mal-berühmt“ weltweit.“

## Auszeichnungen
Im Jahr 1971 wurde Kerr mit der Laetare-Medaille ausgezeichnet und 1978 gewann er den Pulitzer-Preis für Kritik für seine „Artikel über das Theater“. Im Jahr 1983 wurde Kerr zudem in die American Theater Hall of Fame aufgenommen. Zu Ehren des späten Walter Kerr wurde das Ritz Theatre in der West 48th Street im Theater District von Manhattan 1990 in Walter Kerr Theatre umbenannt.
Kerr hatte Ehrenabschlüsse (L.H.D.) des St. Mary’s College in Notre Dame, Indiana (1956) und der Northwestern University (1962). Außerdem hatte er den Ehrendoktor in Literaturwissenschaften des La Salle College in Philadelphia (1956).

## Filmografie (Auswahl)
Im Rahmen seiner Beratertätigkeit bei Robert Saudeck Associates schrieb Kerr Drehbücher und Fernsehadaptionen bekannter Werke.
- 1956–1957: Omnibus (Fernsehserie; Berater und Drehbuchautor)
- 1960: Rhythm (Fernsehfilm; Produzent)
- 1960: Dow Hour of Great Mysteries (Fernsehspiel)
- 1965: Goldielocks (Fernsehfilm; Adaption des Musicals)
- 1965: Zivilcourage (Fernsehserie; Danksagung)
- 1966: Der große Schwindel – Musical aus der Welt des Stummfilms (Fernsehfilm)
- 1969: Des Broadways liebstes Kind (Miniserie)

Kerr war auch regelmäßiger Gast in Talkshows und ähnlichen Fernsehformaten, darunter NBC Tonight (1955), Open End – The David Susskind Show (1961), Tonight Starring Jack Paar (1962), The Tonight Show (1962), Jane (1962), Today (1963) und The Merv Griffin Show (1967). Eine Ausgabe von American Masters aus dem Jahr 1989 brachte ein Porträt von ihm.

## Theater (Auswahl)
Als Autor
- 1942: Count Me In (Ethel Barrymore Theatre, Broadway, New York City)
- 1944–1945: Sing Out, Sweet Land (International Theatre, Broadway, New York City)
- 1946: Stardust (als Art and Prudence; Catholic University, Washington, D.C.)
- 1946: The Song of Bernadette (Belasco Theatre, Broadway, New York City)
- 1949–1950: Touch and Go (Broadhurst Theatre und Broadway Theatre, Broadway, New York City), zusammen mit Jean Kerr
- 1958–1959: Goldilocks (Lunt-Fontanne Theatre, Broadway, New York City), zusammen mit Jean Kerr

Als Regisseur
- 1944–1945: Sing Out, Sweet Land (International Theatre, Broadway, New York City)
- 1946: The Song of Bernadette (Belasco Theatre, Broadway, New York City)
- 1949–1950: Touch and Go (Broadhurst Theatre und Broadway Theatre, Broadway, New York City)
- 1954: King of Hearts (Lyceum Theatre und National Theatre, Broadway, New York City)
- 1958–1959: Goldilocks (Lunt-Fontanne Theatre, Broadway, New York City)

## Bücher (Auswahl)
- 1955: How Not to Write a Play
- 1956: Criticism and Censorship
- 1957: Pieces of Eight
- 1962: The Decline of Pleasure
- 1963: The Theater in Spite of Itself
- 1967: Tragedy and Comedy
- 1969: Thirty Plays Hath November
- 1971: God on the Gymnasium Floor and Other Theatrical Adventures
- 1975: The Silent Clowns
- 1979: Journey to the Center of the Theater